# Jim Johnson
James Robert Johnson (ur. 27 czerwca 1983) – amerykański baseballista występujący na pozycji miotacza (relief pitchera).

## Przebieg kariery
Po ukończeniu szkoły średniej w 2001 roku, został wybrany w piątej rundzie draftu przez Baltimore Orioles i początkowo występował w klubach farmerskich tego zespołu, między innymi w Bowie Baysox, reprezentującym Double-A. W Major League Baseball zadebiutował 29 lipca 2006 w meczu przeciwko Chicago White Sox, w którym zaliczył pierwszą w karierze przegraną.
W sezonie 2012 po raz pierwszy został powołany do Meczu Gwiazd i zwyciężył w American League w klasyfikacji save'ów (51), jednocześnie bijąc rekord klubowy należący do Randy'ego Myersa, który w sezonie 1997 zaliczył 45 save'ów. W grudniu 2013 w ramach wymiany zawodników przeszedł do Oakland Athletics.
W sierpniu 2014 został zawodnikiem Detroit Tigers, zaś w grudniu 2014 podpisał roczny kontrakt z Atlanta Braves. 31 lipca 2015 w ramach wymiany przeszedł do Los Angeles Dodgers. W listopadzie 2015 powrócił do Atlanta Braves, wiążąc się roczną umową. Po zakończeniu sezonu 2016 podpisał nowy, dwuletni kontrakt z Braves.
W listopadzie 2017 w ramach wymiany zawodników przeszedł do Los Angeles Angels.

## Nagrody i wyróżnienia
| Nagroda/wyróżnienie | Lata | Źródło |
| All-Star            | 2012 | [ 1 ]  |